# Colômbia nos Jogos Olímpicos
A Colômbia participou pela primeira vez dos Jogos Olímpicos em 1932, e mandou atletas para competirem em quase todas as edições dos Jogos Olímpicos de Verão desde então, perdendo apenas os Jogos de 1952. A Colômbia competiu pela primeira vez nos Jogos Olímpicos de Inverno em 2010.
Atletas colombianos ganharam um total de 11 medalhas olímpicas em 6 esportes diferentes. María Isabel Urrutia ganhou a primeira medalha de ouro do país em 2000.
O Comitê Olímpico Nacional da Colômbia foi criado em 1936 e reconhecido pelo Comitê Olímpico Internacional em 1948.

## Lista de medalhistas
| Medalha           | Nome                   | Jogos            | Esporte        | Evento                      |
| ----------------- | ---------------------- | ---------------- | -------------- | --------------------------- |
| Medalha de bronze | Clemente Rojas         | 1972 Munique     | Boxe           | Peso pena                   |
| Medalha de bronze | Alfonso Pérez          | 1972 Munique     | Boxe           | Peso leve                   |
| Medalha de prata  | Helmut Bellingrodt     | 1972 Munique     | Tiro           | 50 metre running target     |
| Medalha de prata  | Helmut Bellingrodt     | 1984 Los Angeles | Tiro           | 50 metre running target     |
| Medalha de bronze | Jorge Julio Rocha      | 1988 Seul        | Boxe           | Peso galo                   |
| Medalha de bronze | Ximena Restrepo        | 1992 Barcelona   | Atletismo      | 400m feminino               |
| Medalha de ouro   | María Isabel Urrutia   | 2000 Sydney      | Halterofilismo | 75 kg feminino              |
| Medalha de bronze | María Luisa Calle      | 2004 Atenas      | Ciclismo       | Corrida por pontos feminina |
| Medalha de bronze | Mabel Mosquera         | 2004 Atenas      | Halterofilismo | 53 kg feminino              |
| Medalha de prata  | Diego Fernando Salazar | 2008 Pequim      | Halterofilismo | Até 62 kg masculino         |
| Medalha de bronze | Jackeline Rentería     | 2008 Pequim      | Lutas          | Até 55 kg feminino          |
| Medalha de ouro   | Mariana Pajón          | 2012 Londres     | Cycling        | Women's BMX                 |
| Medalha de prata  | Caterine Ibargüen      | 2012 Londres     | Athletics      | Women's triple jump         |
| Medalha de prata  | Rigoberto Urán         | 2012 Londres     | Cycling        | Men's road race             |
| Medalha de prata  | Óscar Figueroa         | 2012 Londres     | Weightlifting  | Men's 62 kg                 |
| Medalha de bronze | Carlos Oquendo         | 2012 Londres     | Cycling        | Men's BMX                   |
| Medalha de bronze | Yuri Alvear            | 2012 Londres     | Judo           | Women's 70 kg               |
| Medalha de bronze | Óscar Muñoz Oviedo     | 2012 Londres     | Taekwondo      | Men's 58 kg                 |
| Medalha de bronze | Jackeline Rentería     | 2012 Londres     | Lutas          | 55kg Luta livre feminino    |
| Medalha de ouro   | Caterine Ibargüen      | 2016 Rio         | Atletismo      | Salto triplo feminino       |
| Medalha de ouro   | Mariana Pajón          | 2016 Rio         | Ciclismo       | BMX feminino                |
| Medalha de ouro   | Óscar Figueroa         | 2016 Rio         | Halterofilismo | Até 62 kg masculino         |

## Quadro de medalhas

### Medalhas por Jogos
| Jogos                 | Ouro           | Prata          | Bronze         | Total          |
| 1932 Los Angeles      | 0              | 0              | 0              | 0              |
| 1936 Berlim           | 0              | 0              | 0              | 0              |
| 1948 Londres          | 0              | 0              | 0              | 0              |
| 1952 Helsinque        | não participou | não participou | não participou | não participou |
| 1956 Melbourne        | 0              | 0              | 0              | 0              |
| 1960 Roma             | 0              | 0              | 0              | 0              |
| 1964 Tóquio           | 0              | 0              | 0              | 0              |
| 1968 Cidade do México | 0              | 0              | 0              | 0              |
| 1972 Munique          | 0              | 1              | 2              | 3              |
| 1976 Montréal         | 0              | 0              | 0              | 0              |
| 1980 Moscou           | 0              | 0              | 0              | 0              |
| 1984 Los Angeles      | 0              | 1              | 0              | 1              |
| 1988 Seul             | 0              | 0              | 1              | 1              |
| 1992 Barcelona        | 0              | 0              | 1              | 1              |
| 1996 Atlanta          | 0              | 0              | 0              | 0              |
| 2000 Sydney           | 1              | 0              | 0              | 1              |
| 2004 Atenas           | 0              | 0              | 2              | 2              |
| 2008 Pequim           | 0              | 2              | 1              | 3              |
| 2012 Londres          | 1              | 3              | 5              | 9              |
| 2016 Rio de Janeiro   | 3              | 2              | 3              | 8              |
| 2021 Tóquio           | 0              | 4              | 1              | 5              |
| Total                 | 5              | 13             | 14             | 34             |

### Medalhas por esporte
| Jogos          | Ouro | Prata | Bronze | Total |
| Halterofilismo | 2    | 4     | 3      | 9     |
| Tiro           | 0    | 2     | 0      | 2     |
| Boxe           | 0    | 1     | 4      | 5     |
| Atletismo      | 1    | 3     | 1      | 5     |
| Ciclismo       | 2    | 2     | 4      | 8     |
| Lutas          | 0    | 0     | 2      | 2     |
| Judô           | 0    | 1     | 1      | 2     |
| Taekwondo      | 0    | 0     | 1      | 1     |
| Total          | 5    | 13    | 16     | 34    |